# Copris marcus
Copris marcus là một loài bọ cánh cứng trong họ Bọ hung (Scarabaeidae).